# 嘉莉妹妹
《嘉莉妹妹》（英語：Sister Carrie）是一部1900年发行的美国长篇英文小说，作者是西奥多·德莱赛。1998年被选为20世紀百大英文小說。

## 故事介绍
1889年8月，年仅18岁的嘉莉离开威斯康星州的农村家乡，乘坐开往芝加哥的火车，准备到那里寻找美好的生活。
她在火车上结识了推销员德鲁埃。在芝加哥的姐姐和姐夫家里暂住的一段日子，她不堪工厂的艰苦生活，就和在芝加哥工作生活的德鲁埃同居，并因此认识了他的朋友——酒店经理赫斯特伍德。赫斯特伍德迷恋上了她，而她认为赫斯特伍德是个比德鲁埃更成功的魅力型男人，在不知道他是个有妻室的男人后，两人也成为一对情人并瞒着德鲁埃多次幽会。赫斯特伍德在外面的变化，引起他妻子朱丽娅的怀疑，当妻子发现他在外面有女人的时候，就想通过离婚来报复赫斯特伍德。后来他为了彻底得到嘉莉，就偷了酒店柜子里的一万圆现金，同嘉莉私奔(她不知道他偷钱之事)，首先逃到了密歇根，后来定居于纽约市。
到了纽约后，赫斯特伍德却无法像在芝加哥一样那样成功立足。最终境遇越来越差，随着钱财越用越少而他却陷入失业的地步。而嘉莉则通过自身努力在戏院得到表演的工作后，她选择离开了他。之后嘉莉成为当红演员，而赫斯特伍德最终却沦为乞丐选择吸煤气自杀身亡。

## 主要人物
- 嘉莉/Caroline Meeber/Carrie：美丽聪明的女主角。到芝加哥谋生，开始的她爱慕虚荣、羡慕富贵的生活而不愿当艰苦的工人，为了生存先后成为了德鲁埃和赫斯特伍德的情人。后受到赫斯特伍德的欺骗两人私奔到了纽约市一起生活，在他找不到工作后，她凭借个人的才能成为一名出色的舞台演员。
- 德鲁埃/Charles H. Drouet：男配角，推销员。秉性温和、沉静、宁静，富有自信心，喜欢对女人献殷勤。最初是在火车上认识了嘉莉，后来帮助了她并与之同居。但她后来同赫斯特伍德私奔到了纽约。
- 明妮/Minnie Hanson：嘉莉的姐姐，汉森的老婆，育有一个婴儿，居住在芝加哥西范伯伦街职工住宅区，在一家纺织厂工作。
- 汉森/Sven Hanson：明妮的丈夫，嘉莉的姐夫，父亲是瑞典人，他沉默寡言爱看报纸，在一家牲畜圈养场当冷藏车清洁工。
- 赫斯特伍德/George W. Hurstwood：男主角，酒店经理。老于世故，举止温和，通达善变。在认识嘉莉后，很快就陷入热烈的爱和情欲中。后来到了同老婆将要离婚的地步后，他偷了酒店的钱与嘉莉私奔到了纽约。然而到了纽约这样繁华的大都市后他却始终无法立足，无法找到一份称心的工作，境遇越来越差，嘉莉最后选择离开了他。最终他沦为乞丐，自杀身亡。
- 朱丽娅/Julia Hurstwood：赫斯特伍德的太太。冷酷自私，好嫉妒和虚荣，一心追求更高的社会地位，跟丈夫彼此没有深厚的感情。
- 杰西卡/Jessica Hurstwood：赫斯特伍德跟太太的女儿。娇生惯养，与母亲一样好虚荣，没有孝心，很少将父亲放在心上。
- 乔治/George Hurstwood：赫斯特伍德跟太太的小儿子。
- 万斯夫妇/The Vances：富有的商人夫妇，嘉莉和赫斯特伍德在纽约时结识的邻居。万斯太太喜好狂欢、应酬交际和看戏，嘉莉与她成为朋友。
- 艾姆斯/Robert Ames：万斯夫妇的侄子，来自印地安纳州的英俊年青的知识分子，是嘉莉心仪喜欢的对象。
- 罗拉/Lola Osborne：剧团女演员。嘉莉的好友，嘉莉离开赫斯特伍德后就跟她住在一起。

## 创作
在好友兼作家亚瑟·亨利（Arthur Henry）的敦促鼓励下，1899年德莱赛开始了本书的创作。他几次放弃但亨利一直敦促他继续写下去。一开始他就把名称设定为Sister Carrie，不过后来他在写作的时候又改成 The Flesh and the Spirit。最终完成时又改回原名。

## 反响
1900年作者在寻找出版商时遇到了不少麻烦，虽然最终Doubleday & McClure Company出版公司愿意出版本书，但是出版公司老板的妻子认定本书是“伤风败俗”的“坏书”，所以尽管公司负责了出版却只想让本书在市场上被封杀，德莱赛要求出版1008册，但是公司却没有做宣传活动并仅销售了456册，这给首次写小说的德莱赛带来了很大的打击。不过公司的审稿人Frank Norris把百本书分送给了一些书评家。在Norris的鼓励下，他渐渐振作起来。
1901年，英国海涅曼出版公司在伦敦出版了本书，受到了许多读者的赞扬和轰动。英国《每日邮报》撰文称“美国终于出了一本真正泼辣的小说”，英国民众盛赞“它是一本真正的现实主义小说”，它“反映生活鞭辟入里，证明作者有非凡的才能”等。于是此后在美国，道奇出版公司于1907年，格罗塞特-邓拉普出版公司于1908年，哈珀兄弟出版公司于1911年，波尼-莱弗莱特出版公司于1917年，现代图书公司于1932年相继重印本书，而且一次比一次印刷的数量多。随后，本书被翻译成多国欧洲语言，风靡欧洲。

## 评价
- 辛克莱·刘易斯（1885年﹣1951年）在1930年的诺贝尔文学奖的授奖仪式上说：“《嘉莉妹妹》像一股强劲的自由的西风，席卷了株守家园、密不透风的美国，自从马克·吐温和惠特曼以来，第一次给我们闷热的千家万户吹进了新鲜的空气。”[6]
- 伯顿·拉斯柯在《德莱赛的成就》一书中表示：《嘉莉妹妹》等德莱赛的一系列作品富有现实意义，基本上忠实地反映了美国社会生活。
- 克劳德·辛普森在《德莱赛：<嘉莉妹妹>》一书中写道：“它是美国小说中一座具有历史意义的里程碑”。
- 亚历山大·克恩在《德莱赛的瑰丽》一书写：“在《嘉莉妹妹》中，德莱赛像巴尔扎克、托尔斯泰一样，创造了一个真实的世界，场面壮阔，构思宏伟，其中人物各具面貌，真实可信”。
- 舍伍德·安德森：大概世界自上古以来存在过的一切忧郁、阴暗和沉重，在作者笔下都有反映。......他神情沮丧，他不知如何改变生活，因而他描绘生活一如所见——真实，毫不伪装。
- 詹姆斯·法瑞尔：德莱赛目睹了美国生活中一边是花天酒地、一边是赤贫如洗的强烈对比。他看到贫穷如何遭人白眼、道德伪善如何盛行。因此，他要对他所目睹的现状进行道德评价，这也就不仅是十分自然，而实际上乃是思想、感情、认识的开端，它引导着他去写那些如今已成为一种文学传统的组成部分的小说。

## 改编作品
美国著名导演威廉·惠勒根据本书于1952年拍摄成电影《Carrie》，由劳伦斯·奥利维尔和珍妮花·鍾絲分别扮演Hurstwood和Carrie。
台語片《難忘街路燈》（1965）改編自這個故事，徐守仁導演，男主角為陽明（蔡揚名），女主角張清清。